# پوشکارنویه
پوشکارنویه (انگلیسی: Pushkarnoye) یک شهرک در بخش بلگورودسکی استان بلگورود کشور روسیه است.